# Capela de Notre-Dame-des-Anges (Clichy-sous-Bois)
A capela Notre-Dame-des-Anges localizada na allée Fernand-Lindet em Clichy-sous-Bois é uma igreja em Seine-Saint-Denis destinada ao culto católico .
Foi classificada como monumento histórico desde 30 de março de 1942.

## Histórico
A capela Notre-Dame-des-Anges foi fundada em 1260, ou mesmo em 1212, pela Ordem dos Templários de Clichy. Foi então servida pelos Hospitalários, a partir de 1660, pelos cónegos da Abadia de Notre-Dame de Livry  , . Na segunda metade do século XX, voltado para ela, foi construído o salão paroquial João XXIII.
Uma nova igreja foi construída entre 1650 e 1660 por Christophe de Coulanges, abade de Livry, no local de uma capela do século XIII. Destruída por um incêndio em 1791, foi reconstruída por volta de 1808 e ampliada em 1865, quando uma cúpula foi adicionada.

## Peregrinação
Uma lenda diz que no século XIII, três viajantes cruzando a floresta de Bondy foram roubados e amarrados por bandidos, e então libertados por um anjo. Em memória deste milagre, eles construíram a primeira capela com capacidade para quinhentas pessoas .
Uma estátua de madeira de Nossa Senhora dos Anjos, réplica da Madona Negra do século XIII, é exposta a cada ano à veneração dos fiéis durante a novena de 8 a 17 de setembro  Em setembro de 2012 foi celebrado o oitavo centenário desta peregrinação, com cerca de três mil participantes .